# Tinka Milinović
Tinka Milinović Pichler (* 27. November 1973 in Sarajevo, SFR Jugoslawien) ist eine bosnisch-herzegowinische Sängerin und Moderatorin. Mit der Gruppe six4one nahm sie für die Schweiz am Eurovision Song Contest 2006 teil.

## Karriere
Milinović hatte Auftritte bei verschiedenen Opern und Musicals, absolvierte Solokonzerte und arbeitete mit dem Acadiana Symphony Orchestra und den Sarajevo Philharmonics zusammen. Für den Dirigenten Jonathan Sheffer war sie als Musikpädagogin und Assistentin tätig.
Sie tritt auch als Solokünstlerin mit eigenem Repertoire in Jazz, Cabaret und klassischer Musik auf.
Milinović kehrte 2001 nach Sarajevo zurück und arbeitete unter anderem beim Radio. Seit 2002 ist sie Co-Moderatorin der beliebten Bingo-Show des Fernsehsenders der bosnischen Föderation, FTV.

### Eurovision Song Contest
Tinka Milinović hat in den Jahren 2002, 2003 und 2005 an den bosnisch-herzegovinischen Vorentscheidungen für den Eurovision Song Contest teilgenommen. Sie konnte keinen davon für sich entscheiden, erzielte aber bereits mit ihrem ersten Auftritt 2002 großes Medieninteresse in ihrem Heimatland.
2006 erreichte sie mit der Gruppe six4one für die Schweiz den 17. Platz beim Eurovision Song Contest in Athen.

## Privates
2018 heiratete Milinović den Österreicher Wolfgang Pichler. 2019 bekam das Paar eine Tochter.